# 올레흐 슈투르바빈
올레흐 발레리요비치 슈투르바빈(우크라이나어: Оле́г Вале́рійович Штурбабін, 1984년 7월 22일~)은 우크라이나의 은퇴한 펜싱 선수로 주 종목은 사브르이다. 2004년 하계 올림픽에 참가했으며 세계 선수권 대회에서 은메달 1개, 동메달 2개, 유럽 선수권 대회에서 은메달 1개, 동메달 2개를 획득했다.